# Bourgnac
Bourgnac – miejscowość i gmina we Francji, w regionie Nowa Akwitania, w departamencie Dordogne.
Według danych na rok 1990 gminę zamieszkiwało 287 osób, a gęstość zaludnienia wynosiła 32 osób/km² (wśród 2290 gmin Akwitanii Bourgnac plasuje się na 893. miejscu pod względem liczby ludności, natomiast pod względem powierzchni na miejscu 1137.).